# Pannaria malmei
Pannaria malmei är en lavart som beskrevs av C. W. Dodge. Pannaria malmei ingår i släktet Pannaria och familjen Pannariaceae.   Inga underarter finns listade i Catalogue of Life.